# Ивезянка (Дятловский район)
Ивезя́нка (бел. Івязянка) — деревня в Дятловском районе Гродненской области Белоруссии. В составе Дворецкого сельсовета. По переписи населения 2009 года в Ивезянке проживал 21 человек.

## История
В 1905 году Ивезянка — деревня в Люшневской волости Слонимского уезда Гродненской губернии (197 жителей).
В 1921—1939 годах Ивезянка находилась в составе межвоенной Польской Республики. В 1923 году в Ивезянке насчитывалось 28 хозяйств, проживало 128 человек. В сентябре 1939 года Ивезянка вошла в состав БССР.
В 1996 году Ивезянка входила в состав колхоза «Меляховичи». В деревне имелось 29 хозяйств, проживало 56 человек.
Ранее в составе Меляховичского сельсовета.